# Estación Lourdes
Lourdes es una estación ferroviaria ubicada en las localidades de San Martín y Santos Lugares y entre los partidos de Tres de Febrero y San Martín, Provincia de Buenos Aires, Argentina.

## Servicios
La estación corresponde al Ferrocarril General Urquiza de la red ferroviaria argentina, en el ramal que conecta las terminales Federico Lacroze y General Lemos.

## Ubicación
La estación se encuentra en el límite entre la localidad de Santos Lugares perteneciente al partido de Tres de Febrero, y la localidad de San Martín del partido de San Martín, provincia de Buenos Aires.

## Historia
La estación fue inaugurada en 1908 tras tres años de construcción. Originalmente se la denominó Lacroze y luego La Villa, el nombre actual lo tomó en 1918, debido a su cercanía con la basílica Nuestra Señora de Lourdes. Contó con una playa de maniobras.
En 1973, con la modernización de la línea, se construyó una nueva estación 100 metros hacia el oeste, desactivando la original. El edificio de la vieja estación se conservó, aunque en la actualidad se encuentra intrusado.